# داوران کتاب مقدس عبری

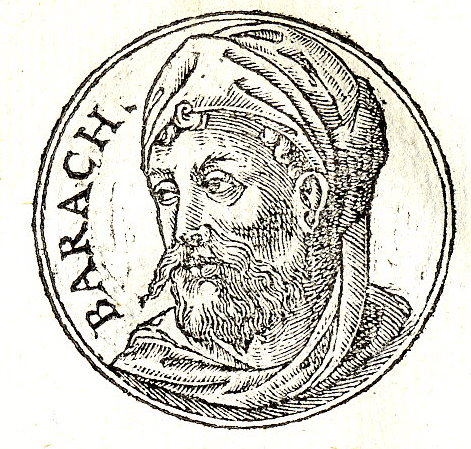
باراک دیویسون پسر ابینوام از کیدش در نفتالی، یک ژنرال نظامی در کتاب داوران در کتاب مقدس بود.

داوران کتاب مقدس عبری (عبری: שופט‎) که داستان‌هایشان در کتاب مقدس عبری، در درجه اول در کتاب داوران بازگو شده‌است، افرادی بودند که در زمان بحران به عنوان رهبران نظامی در تاریخ اسرائیل و یهودای باستان دوره قبل از تأسیس سلطنت خدمت می‌کردند.